# Московский международный кинофестиваль 2007
XXIX Московский международный кинофестиваль прошёл с 21 по 30 июня 2007 года.
Фестивальные картины демонстрировались в кинотеатрах «Октябрь», «Художественный» и «Дом кино». Церемонии открытия и закрытия по традиции прошли в киноконцертном зале «Пушкинский».
Специальные призы XXIX ММКФ — «За выдающийся вклад в мировой кинематограф» — были вручены Алексею Баталову и Татьяне Самойловой.
Главный приз — «Золотой Святой Георгий» — получил российский фильм «Путешествие с домашними животными» (режиссёр Вера Сторожева).

## Жюри

### Жюри основного конкурса
- Фред Скеписи, режиссёр, Австралия — председатель жюри
- Анна Гальена[англ.], актриса, Италия
- Дито Цинцадзе, режиссёр, Грузия
- Ильдико Эньеди, режиссёр, Венгрия
- Отман Карим, режиссёр, Швеция — режиссёр фильма «О Саре», победителя предыдущего ММКФ
- Рената Литвинова, актриса, режиссёр, Россия
- Фред Роос[англ.], продюсер, США

### Жюри конкурса «Перспективы»
- Ульрих Грегор, киновед, Германия
- Алексей Попогребский, режиссёр, Россия
- Иосиф Фейгинберг, режиссёр, Канада
- Андрей Халпахчи, киновед, Украина

## Фильмы-участники

### Основной конкурс
| Название                                                 | Режиссёр                            | Страна                     | Год  |
| -------------------------------------------------------- | ----------------------------------- | -------------------------- | ---- |
| Вива                                                     | Анна Биллер                         | США                        | 2006 |
| Временное освобождение                                   | Эрик Клаусен                        | Дания                      | 2007 |
| Дети СССР                                                | Феликс Герчиков                     | Израиль                    | 2007 |
| Интернационал                                            | Сырры Сюрейя Ондер, Мухаррем Гылмез | Турция                     | 2006 |
| Любовь со словарём                                       | Зои Кассаветис                      | США                        | 2007 |
| Мой фюрер, или Самая правдивая правда об Адольфе Гитлере | Дани Леви                           | Германия                   | 2007 |
| Мольер                                                   | Лоран Тирар                         | Франция                    | 2007 |
| Мужская работа                                           | Алекси Сальменперя                  | Финляндия                  | 2007 |
| Надежда                                                  | Станислав Муха                      | Польша, · Германия         | 2007 |
| Незнакомка                                               | Джузеппе Торнаторе                  | Италия                     | 2006 |
| Ничего личного                                           | Лариса Садилова                     | Россия                     | 2007 |
| Опиум                                                    | Янош Сас                            | Венгрия, · Германия, · США | 2007 |
| Парк                                                     | Инь Личуань                         | Китай                      | 2007 |
| Путешествие с домашними животными                        | Вера Сторожева                      | Россия                     | 2007 |
| Путина                                                   | Валерий Огородников                 | Россия                     | 2007 |
| Русский треугольник                                      | Алеко Цабадзе                       | Грузия                     | 2007 |
| У реки                                                   | Ева Нейман                          | Украина                    | 2007 |
| Убийца клана Инугами                                     | Кон Итикава                         | Япония                     | 2007 |
| Эдуарт                                                   | Ангелики Антониу                    | Греция, · Германия         | 2007 |

### Конкурс «Перспективы»
| Благополучный мир                      | Якоб М. Эрва    | Австрия        | 2006 |
| Военный корабль, который ходил по суше | Ясухиро Ямамото | Япония         | 2007 |
| Вторая половина                        | Хильде Хейер    | Норвегия       | 2007 |
| Дыши!                                  | Сергей Потапов  | Россия         | 2006 |
| Как это далеко                         | Таня Эрмида     | Эквадор        | 2006 |
| Маленькая ложь во спасение             | Карадог Джеймс  | Великобритания | 2006 |
| Монотонность                           | Юрис Пошкус     | Латвия         | 2007 |
| Пёс                                    | Кристиан Моньер | Франция        | 2007 |
| Ужас, который всегда с тобой           | Аркадий Яхнис   | Россия         | 2006 |
| Шима                                   | Баходыр Юлдашев | Узбекистан     | 2007 |

## Награды фестиваля
- «Золотой Святой Георгий» — Главный приз за лучший фильм:

«Путешествие с домашними животными», Россия (режиссёр Вера Сторожева).
- Приз за лучший фильм конкурса «Перспективы»:

«Монотонность», Латвия (режиссёр Юрис Пошкус).
- Специальный приз жюри «Серебряный Георгий»:

«Русский треугольник» (режиссёр Алеко Цабадзе).
- Приз «Серебряный Георгий» за лучшую режиссёрскую работу:

Джузеппе Торнаторе («Незнакомка», Италия).
- Приз «Серебряный Георгий» за лучшее исполнение женской роли:

Кирсти Стубо («Опиум», Венгрия).
- Приз «Серебряный Георгий» за лучшее исполнение мужской роли:

Фабрис Лукини («Мольер», Франция).
- Специальный приз За покорение вершин актёрского мастерства и верность принципам школы «Верю. К. С. Станиславский»:

Даниэль Ольбрыхский, Польша.